# 奥蒙
奥蒙（法語：Omont，法語發音：[ɔmɔ̃]）是法国大東部大區阿登省的一个市镇，属于沙勒维尔-梅济耶尔区。

## 地理
奥蒙（49°35'51"N, 4°43'53"E）面积17.96 平方千米，位于法国大東部大區阿登省，该省份为法国北部内陆省份，西接埃纳省，南至马恩省，东临默兹省，北与比利时接壤。
与奥蒙接壤的市镇（或旧市镇、城区）包括：巴隆、沙尼、旺德雷斯、拜龙埃塞桑维龙。

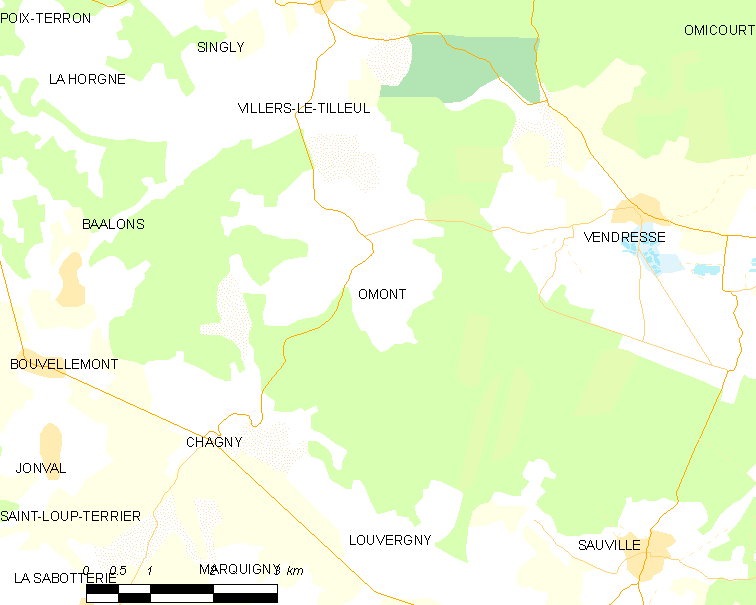
奥蒙的OSM定位图

奥蒙的时区为UTC+01:00、UTC+02:00（夏令时）。

## 行政
奥蒙的邮政编码为08430，INSEE市镇编码为08335。

## 政治
奥蒙所属的省级选区为默兹河畔努维永县。

## 人口

1962-2008年间奥蒙人口变化图示

奥蒙于2022年1月1日时的人口数量为72人。